# Ваничев, Александр Павлович

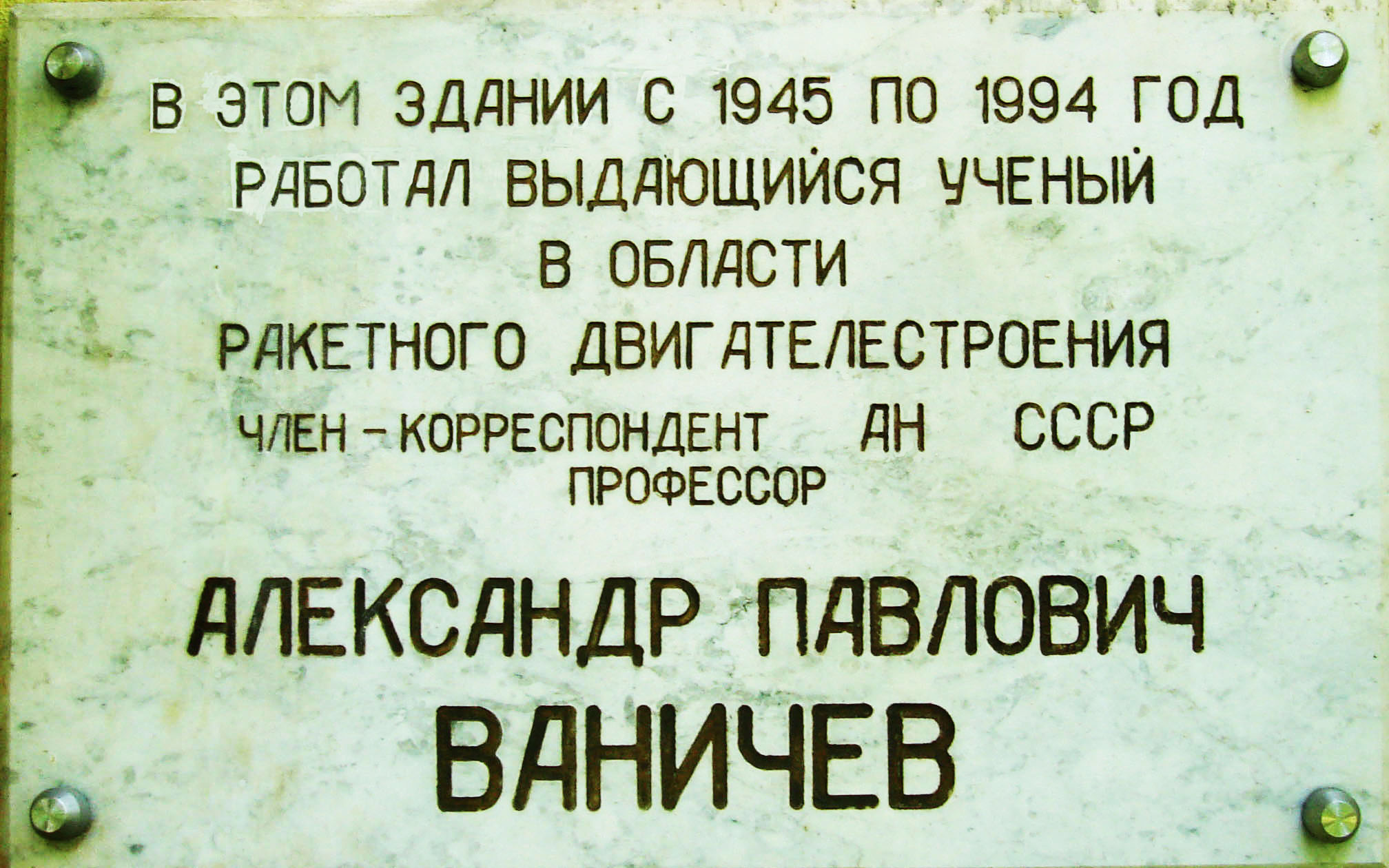
Мемориальная доска на здании, где работал Ваничев Александр Павлович.

Александр Павлович Ваничев (29 июля (11 августа) 1916 года, Казань — 25 января 1994 года, Москва) — учёный в области теплотехники, член-корреспондент АН СССР (1962), член-корреспондент РАН (1991). Лауреат Ленинской премии.

## Биография
В 1938 году окончил Ленинградский политехнический институт.
В 1942 году пошёл добровольцем в 1-й отдельный рабочий батальон. Воевал в районе Ладожского озера.
С 1945 года по 1987 год заведующий лабораторией жидкостных ракетных двигателей и с 1955 года по 1993 год — заместитель директора Центра Келдыша.
Одновременно с 1947 года на научно-преподавательской работе в Московском физико-техническом институте. Профессор (1953).
Научные исследования посвящены энергетическим установкам, развитию методов расчёта процессов теплопроводности, горения, течений реагирующих газов с учётом кинетики физических и химических процессов.
В 1959 году в лаборатории А. П. Ваничева проведены комплексные испытания ЖРД замкнутой схемы с дожиганием генераторного газа, подтвердившие реализуемость предложенной схемы, возможность достижения высокого давления в камере сгорания и в результате — существенного повышения удельного импульса тяги. Эти исследования положили начало применению замкнутой схемы во всех отечественных двигателестроительных конструкторских бюро. На 2022 год преимущества двигателей такой схемы общепризнаны.
С 1945 года вёл педагогическую работу сначала в Московском авиационном институте, а с 1947 года в Московском физико-техническом институте (профессор, руководитель кафедры).
Автор 80 научных трудов (в том числе 30 печатных). Неоднократно избирался в депутаты районного и городского совета народных депутатов будучи беспартийным.
Был спокоен и мягок в общении, интеллигентен.
Скончался 25 января 1994 года. Похоронен на Головинском кладбище, участок 20.

## Награды
- Премия и золотая медаль имени Н. Е. Жуковского (1952)
- Орден Отечественной войны II степени[1]
- Ленинская премия (1957)
- Орден Ленина (1961)
- Орден Трудового Красного Знамени (1956, 1959, 1969, 1975)
- Медаль «За оборону Ленинграда»